# The Big Read
The Big Read was een in 2003 door de BBC in Groot-Brittannië georganiseerde verkiezing van de meest geliefde roman aller tijden. De totale verkiezing duurde ongeveer een jaar en kreeg in alle belangrijke Britse media op velerlei wijze aandacht. Zo’n driekwart miljoen mensen brachten hun stem uit. Aanvankelijk kon het lezerspubliek vrij kiezen en werd er een top 200 samengesteld. Vanuit die top 200 werd vervolgens nog een keer gestemd tot er een top 20 ontstond, als hierna gepresenteerd.
Opvallend is het relatief groot aantal werken in de lijst dat doorgaans ook wel tot de kinder- en jeugdliteratuur wordt gerekend. Opvallend is ook het relatief kleine aantal niet-Engelstalige werken.

## De top 200
Titels van Engelstalige boeken zijn in het Engels weergegeven, niet-Engelstalige in het Nederlands. Enkele boektitels verwijzen naar de filmversie ervan.
1. The Lord of the Rings door J.R.R. Tolkien
2. Pride and Prejudice door Jane Austen
3. His Dark Materials door Philip Pullman
4. The Hitchhiker's Guide to the Galaxy door Douglas Adams
5. Harry Potter and the Goblet of Fire door J.K. Rowling
6. To Kill a Mockingbird door Harper Lee
7. Winnie-the-Pooh door A.A. Milne
8. Nineteen Eighty-Four door George Orwell
9. The Lion, the Witch and the Wardrobe door C.S. Lewis
10. Jane Eyre door Charlotte Brontë
11. Catch-22 door Joseph Heller
12. Wuthering Heights door Emily Brontë
13. Birdsong door Sebastian Faulks
14. Rebecca door Daphne du Maurier
15. The Catcher in the Rye door J. D. Salinger
16. The Wind in the Willows door Kenneth Grahame
17. Great Expectations door Charles Dickens
18. Little Women door Louisa May Alcott
19. Captain Corelli's Mandolin door Louis de Bernières
20. Oorlog en vrede door Lev Tolstoj
21. Gone with the Wind door Margaret Mitchell
22. Harry Potter and the Philosopher's Stone door J.K. Rowling
23. Harry Potter and the Chamber of Secrets door J.K. Rowling
24. Harry Potter and the Prisoner of Azkaban door J.K. Rowling
25. The Hobbit door J.R.R. Tolkien
26. Tess of the d'Urbervilles door Thomas Hardy
27. Middlemarch door George Eliot
28. A Prayer for Owen Meany door John Irving
29. The Grapes of Wrath door John Steinbeck
30. Alice's Adventures in Wonderland door Lewis Carroll
31. The Story of Tracy Beaker door Jacqueline Wilson
32. Honderd jaar eenzaamheid door Gabriel García Márquez
33. The Pillars of the Earth door Ken Follett
34. David Copperfield door Charles Dickens
35. Charlie and the Chocolate Factory door Roald Dahl
36. Treasure Island door Robert Louis Stevenson
37. A Town Like Alice door Nevil Shute
38. Persuasion door Jane Austen
39. Dune door Frank Herbert
40. Emma door Jane Austen
41. Anne of Green Gables door Lucy Maud Montgomery
42. Watership Down door Richard Adams
43. The Great Gatsby door F. Scott Fitzgerald
44. De graaf van Monte-Cristo door Alexandre Dumas
45. Brideshead Revisited door Evelyn Waugh
46. Animal Farm door George Orwell
47. A Christmas Carol door Charles Dickens
48. Far from the Madding Crowd door Thomas Hardy
49. Goodnight Mister Tom door Michelle Magorian
50. The Shell Seekers door Rosamunde Pilcher
51. The Secret Garden door Frances Hodgson Burnett
52. Of Mice and Men door John Steinbeck
53. The Stand door Stephen King
54. Anna Karenina door Lev Tolstoj
55. A Suitable Boy door Vikram Seth
56. The BFG door Roald Dahl
57. Swallows and Amazons door Arthur Ransome
58. Black Beauty door Anna Sewell
59. Artemis Fowl door Eoin Colfer
60. Misdaad en straf door Fjodor Dostojevski
61. Noughts & Crosses door Malorie Blackman
62. Memoirs of a Geisha door Arthur Golden
63. A Tale of Two Cities door Charles Dickens
64. The Thorn Birds door Colleen McCullough
65. Mort door Terry Pratchett
66. The Magic Faraway Tree door Enid Blyton
67. The Magus door John Fowles
68. Good Omens door Neil Gaiman en Terry Pratchett
69. Guards! Guards! door Terry Pratchett
70. Lord of the Flies door William Golding
71. Het parfum door Patrick Süskind
72. The Ragged Trousered Philanthropists door Robert Tressell
73. Night Watch door Terry Pratchett
74. Matilda door Roald Dahl
75. Bridget Jones's Diary door Helen Fielding
76. The Secret History door Donna Tartt
77. The Woman in White door Wilkie Collins
78. Ulysses door James Joyce
79. Bleak House door Charles Dickens
80. Double Act door Jacqueline Wilson
81. The Twits door Roald Dahl
82. I Capture the Castle door Dodie Smith
83. Holes door Louis Sachar
84. Gormenghast door Mervyn Peake
85. The God of Small Things door Arundhati Roy
86. Vicky Angel door Jacqueline Wilson
87. Brave New World door Aldous Huxley
88. Cold Comfort Farm door Stella Gibbons
89. Magician door Raymond E. Feist
90. On the Road door Jack Kerouac
91. The Godfather door Mario Puzo
92. The Clan of the Cave Bear door Jean M. Auel
93. The Colour of Magic door Terry Pratchett
94. De Alchemist door Paulo Coelho
95. Katherine door Anya Seton
96. Kane and Abel door Jeffrey Archer
97. Liefde in tijden van cholera door Gabriel García Márquez
98. Girls in Love door Jacqueline Wilson
99. The Princess Diaries door Meg Cabot
100. Midnight's Children door Salman Rushdie
101. Three Men in a Boat door Jerome K. Jerome
102. Small Gods door Terry Pratchett
103. The Beach door Alex Garland
104. Dracula door Bram Stoker
105. Point Blanc door Anthony Horowitz
106. The Pickwick Papers door Charles Dickens
107. Stormbreaker door Anthony Horowitz
108. The Wasp Factory door Iain Banks
109. The Day of the Jackal door Frederick Forsyth
110. The Illustrated Mum door Jacqueline Wilson
111. Jude the Obscure door Thomas Hardy
112. The Secret Diary of Adrian Mole, Aged 13¾ door Sue Townsend
113. The Cruel Sea door Nicholas Monsarrat
114. De Ellendigen door Victor Hugo
115. The Mayor of Casterbridge door Thomas Hardy
116. The Dare Game door Jacqueline Wilson
117. Bad Girls door Jacqueline Wilson
118. The Picture of Dorian Gray door Oscar Wilde
119. Shōgun door James Clavell
120. The Day of the Triffids door John Wyndham
121. Lola Rose door Jacqueline Wilson
122. Vanity Fair door William Makepeace Thackeray
123. The Forsyte Saga door John Galsworthy
124. House of Leaves door Mark Z. Danielewski
125. The Poisonwood Bible door Barbara Kingsolver
126. Reaper Man door Terry Pratchett
127. Angus, Thongs and Full-Frontal Snogging door Louise Rennison
128. The Hound of the Baskervilles door Arthur Conan Doyle
129. Possession: A Romance door A. S. Byatt
130. De Meester en Margarita door Michail Boelgakov
131. The Handmaid's Tale door Margaret Atwood
132. Danny, the Champion of the World door Roald Dahl
133. East of Eden door John Steinbeck
134. George's Marvellous Medicine door Roald Dahl
135. Wyrd Sisters door Terry Pratchett
136. The Color Purple door Alice Walker
137. Hogfather door Terry Pratchett
138. The Thirty-nine Steps door John Buchan
139. Girls in Tears door Jacqueline Wilson
140. Sleepovers door Jacqueline Wilson
141. Van het westelijk front geen nieuws door Erich Maria Remarque
142. Behind the Scenes at the Museum door Kate Atkinson
143. High Fidelity door Nick Hornby
144. It door Stephen King
145. James and the Giant Peach door Roald Dahl
146. The Green Mile door Stephen King
147. Papillon door Henri Charrière
148. Men at Arms door Terry Pratchett
149. Master and Commander door Patrick O'Brian
150. Skeleton Key door Anthony Horowitz
151. Soul Music door Terry Pratchett
152. Thief of Time door Terry Pratchett
153. The Fifth Elephant door Terry Pratchett
154. Atonement door Ian McEwan
155. Secrets door Jacqueline Wilson
156. The Silver Sword door Ian Serraillier
157. One Flew Over the Cuckoo's Nest door Ken Kesey
158. Heart of Darkness door Joseph Conrad
159. Kim door Rudyard Kipling
160. Cross Stitch door Diana Gabaldon
161. Moby-Dick door Herman Melville
162. River God door Wilbur Smith
163. Sunset Song door Lewis Grassic Gibbon
164. The Shipping News door E. Annie Proulx
165. The World According to Garp door John Irving
166. Lorna Doone door R. D. Blackmore
167. Girls Out Late door Jacqueline Wilson
168. The Far Pavilions door M. M. Kaye
169. The Witches door Roald Dahl
170. Charlotte's Web door E.B. White
171. Frankenstein door Mary Shelley
172. They Used to Play on Grass door Terry Venables en Gordon Williams
173. The Old Man and the Sea door Ernest Hemingway
174. De naam van de roos door Umberto Eco
175. De wereld van Sofie door Jostein Gaarder
176. Dustbin Baby door Jacqueline Wilson
177. Fantastic Mr. Fox door Roald Dahl
178. Lolita door Vladimir Nabokov
179. Jonathan Livingston Seagull door Richard Bach
180. De kleine prins door Antoine de Saint-Exupéry
181. The Suitcase Kid door Jacqueline Wilson
182. Oliver Twist door Charles Dickens
183. The Power of One door Bryce Courtenay
184. Silas Marner door George Eliot
185. American Psycho door Bret Easton Ellis
186. Diary of a Nobody door George en Weedon Grossmith
187. Trainspotting door Irvine Welsh
188. Goosebumps door R.L. Stine
189. Heidi door Johanna Spyri
190. Sons and Lovers door D.H. Lawrence
191. De ondraaglijke lichtheid van het bestaan door Milan Kundera
192. Man and Boy door Tony Parsons
193. The Truth door Terry Pratchett
194. The War of the Worlds door H.G. Wells
195. The Horse Whisperer door Nicholas Evans
196. A Fine Balance door Rohinton Mistry
197. Witches Abroad door Terry Pratchett
198. The Once and Future King door T.H. White
199. The Very Hungry Caterpillar door Eric Carle
200. Flowers in the Attic door V.C. Andrews

### Schrijvers met meerdere boeken in de top 100
- Vijf romans: Charles Dickens en Terry Pratchett
- Vier romans: Roald Dahl, J.K. Rowling en Jacqueline Wilson
- Drie romans: Jane Austen
- Twee romans: Thomas Hardy, Gabriel García Márquez, George Orwell, John Steinbeck, J.R.R. Tolkien en Lev Tolstoj

### Schrijvers met meerdere boeken in de top 200
- Vijftien romans: Terry Pratchett
- Veertien romans: Jacqueline Wilson
- Negen romans: Roald Dahl
- Zeven romans: Charles Dickens
- Vier romans: Thomas Hardy en J.K. Rowling
- Drie romans: Jane Austen, Anthony Horowitz, Stephen King en John Steinbeck
- Twee romans: George Eliot, John Irving, Gabriel García Márquez, George Orwell, J.R.R. Tolkien en Lev Tolstoj